# Truth in Journalism
Truth in Journalism (accreditato anche come Venom: Truth in Journalism) è un cortometraggio del 2013 diretto da Joe Lynch e interpretato da Ryan Kwanten.
Assieme ad altre opere dello stesso tenore (tra cui Dirty Laundry) fa parte del cosiddetto "Bootleg Universe" del produttore statunitense Adi Shankar, nel quale sono raccolti cortometraggi ispirati a famosi personaggi dei fumetti o altre opere di fantasia senza l'avallo del possessore dei diritti d'autore.

## Trama
Una troupe francese di tre ragazzi si incontra a New York con Eddie Brock, un giovane giornalista sempre alla ricerca del fatto cruento da documentare secondo il proprio particolare stile. I tre, tuttavia, si rendono presto conto che Eddie è solo alla ricerca della fama e che intende sfruttarli proprio per questo; il suo modo di fare, inoltre, ben presto fa cambiare loro idea circa l'interessamento al progetto che stanno portando avanti (creare uno stile di giornalismo il più possibile vicino alla realtà, compresi i suoi lati più negativi) poiché si rendono conto che dietro la facciata amichevole e disponibile di Eddie si cela qualcosa di sinistro.
Stanco di tali difficoltà, Eddie alla fine conduce i tre nella stanza di casa sua dove conserva tutti gli articoli di giornale che parlano di un imprendibile vigilante che non si fa scrupoli ad uccidere i criminali e, nel raccapriccio dei tre, assume l'identità del simbionte Venom e li uccide, mentre la loro telecamera riprende il tutto.
La scena finale riporta un frammento che la troupe intendeva distruggere in cui, assieme ad Eddie, vengono a trovarsi sul set di un film (il regista è lo stesso Shankar) in cui le vittime vengono realmente uccise dal sicario dalla mira infallibile Bullseye.